# جان باتيست جباري
جان باتيست جباري (بالفرنسية: Jean-Baptiste Djebbari) (من مواليد 26 فبراير 1982) هو طيار فرنسي وسياسي من حزب الجمهورية إلى الأمام.
عُيِّن جباري وزيراً للدولة لشؤون النقل في 3 سبتمبر 2019 في عهد رئيس الوزراء إدوارد فيليب. رُقي إلى منصب وزير منتدب تحت قيادة وزيرة البيئة باربرا بومبيلي في 6 يونيو 2020 في حكومة رئيس الوزراء المعين حديثا جان كاستكس.